# Julie de Graag
Anna Julia « Julie » de Graag, née à Gorinchem le 18 juillet 1877 et morte à La Haye le 2 février 1924, est une aquarelliste, graveuse, dessinatrice et peintre néerlandaise.

## Biographie

### Famille
Née à Gorinchem, Julie de Graag est la quatrième enfant d'une adelphité de six enfants. Après trois ans, ses parents, Johannes de Graag (1839-1916), un inspecteur des comptes et des domaines, et Karoline Stephana Couwenberg (1850-1935) déménagent à Bois-le-Duc.
Enfant, elle est identifiée comme ayant une santé fragile et fait l'objet d'une attention particulière. Sa mère, considérée comme une peintre amatrice talentueuse, lui transmet sa passion pour les travaux manuels et le dessin.
Dans les années 1890, ses parents s'installent avec leurs enfants à La Haye. 

### Formation
Julie de Graag entre rapidement à l'Académie royale des beaux-arts de La Haye dans une classe composée exclusivement de femmes, et reçoit notamment l'enseignement de Johannes Josephus Aarts et du critique d'art Henk Bremmer (nl), avec qui elle étudie la perspective,. Elle s'établit ensuite comme artiste indépendante et développe de multiples compétences en gravure sur bois, broderie et peinture. 

### Carrière
En 1904, elle s'installe à Laren, en Hollande septentrionale. Elle se lie d'amitié avec le sculpteur Joseph Mendes da Costa et son épouse ainsi qu'avec le peintre Bart van der Leck. Ensemble, ils collaborent à développer des formes plus stylisées.  
Le 1er janvier 1908, un incendie ravage la ferme dans laquelle elle avait établi son atelier. Une grande partie de ses œuvres sont détruites.
En parallèle de son activité artistique, elle enseigne le dessin au sein de l'école pour filles d'Utrecht. 
Julie de Graag se suicide en 1924 à l'âge de 46 ans.[réf. souhaitée]

## Œuvres
Julie de Graag travaille sur des thèmes floraux, des études animales, des portraits et des vues de villages. Son travail est considéré comme appartenant au style Art nouveau, sobre et raffiné. En gravure sur bois, elle utilise notamment des abouts dont la dureté de l'extrémité est plus difficile à travailler que le bois longitudinal, mais produit des pressions beaucoup plus fines.
Ses œuvres sont présentes dans les collections du Centraal Museum d'Utrecht, du musée Kröller-Müller, du Museum of Modern Art Arnhem, du musée Boijmans Van Beuningen, du Rijksmuseum Amsterdam, du musée Teyler, le musée régional de Drenthe et du musée d'Art de La Haye.

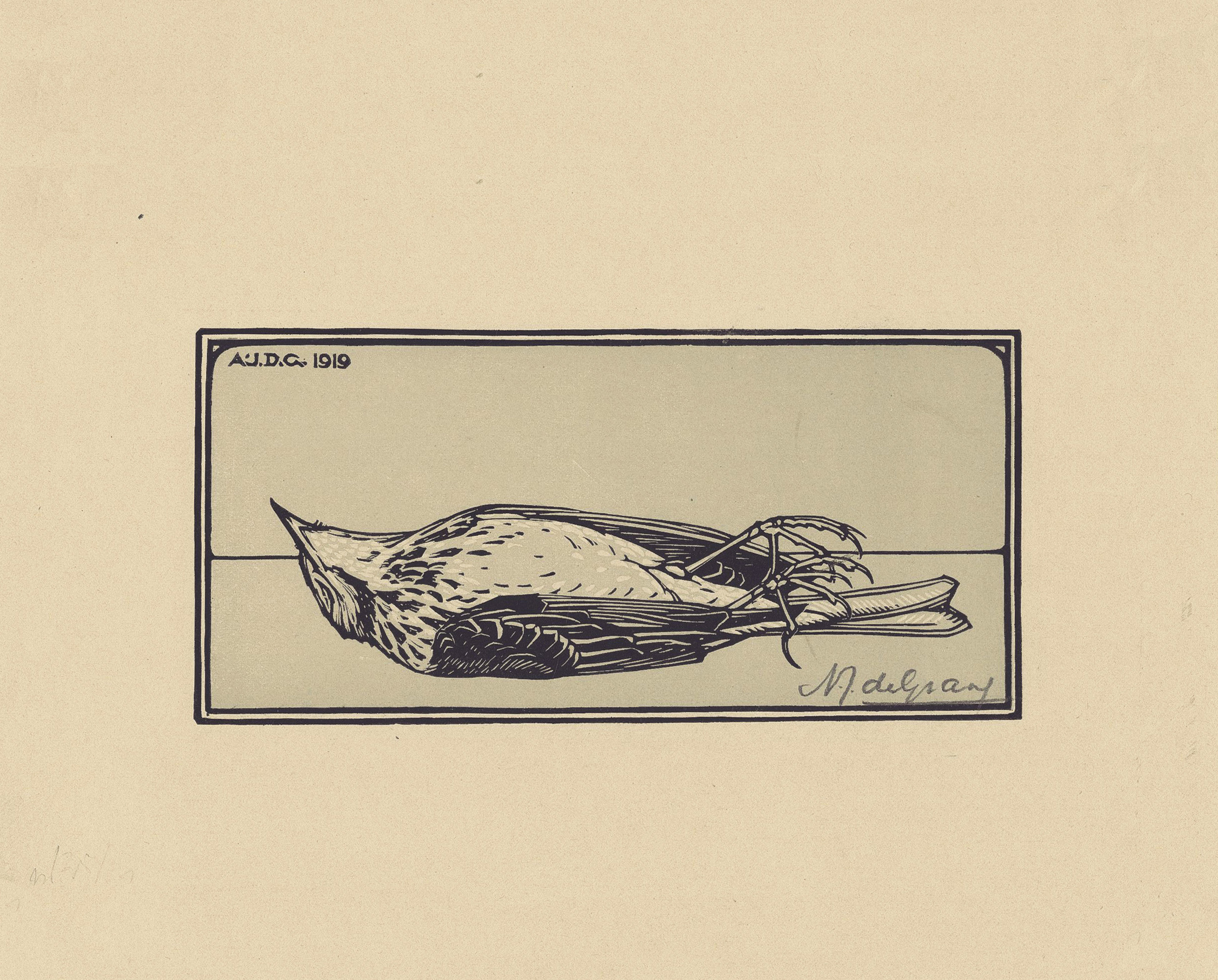
Oiseau mort (gravure sur bois, 1917)
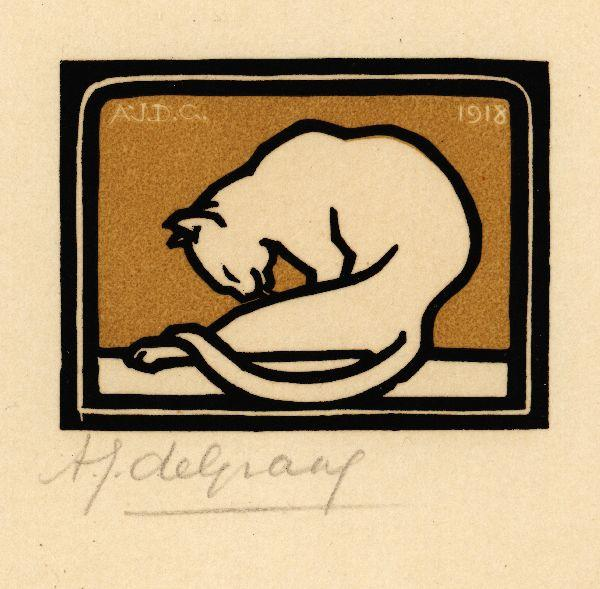
Chat (gravure sur bois couleur, 1918)
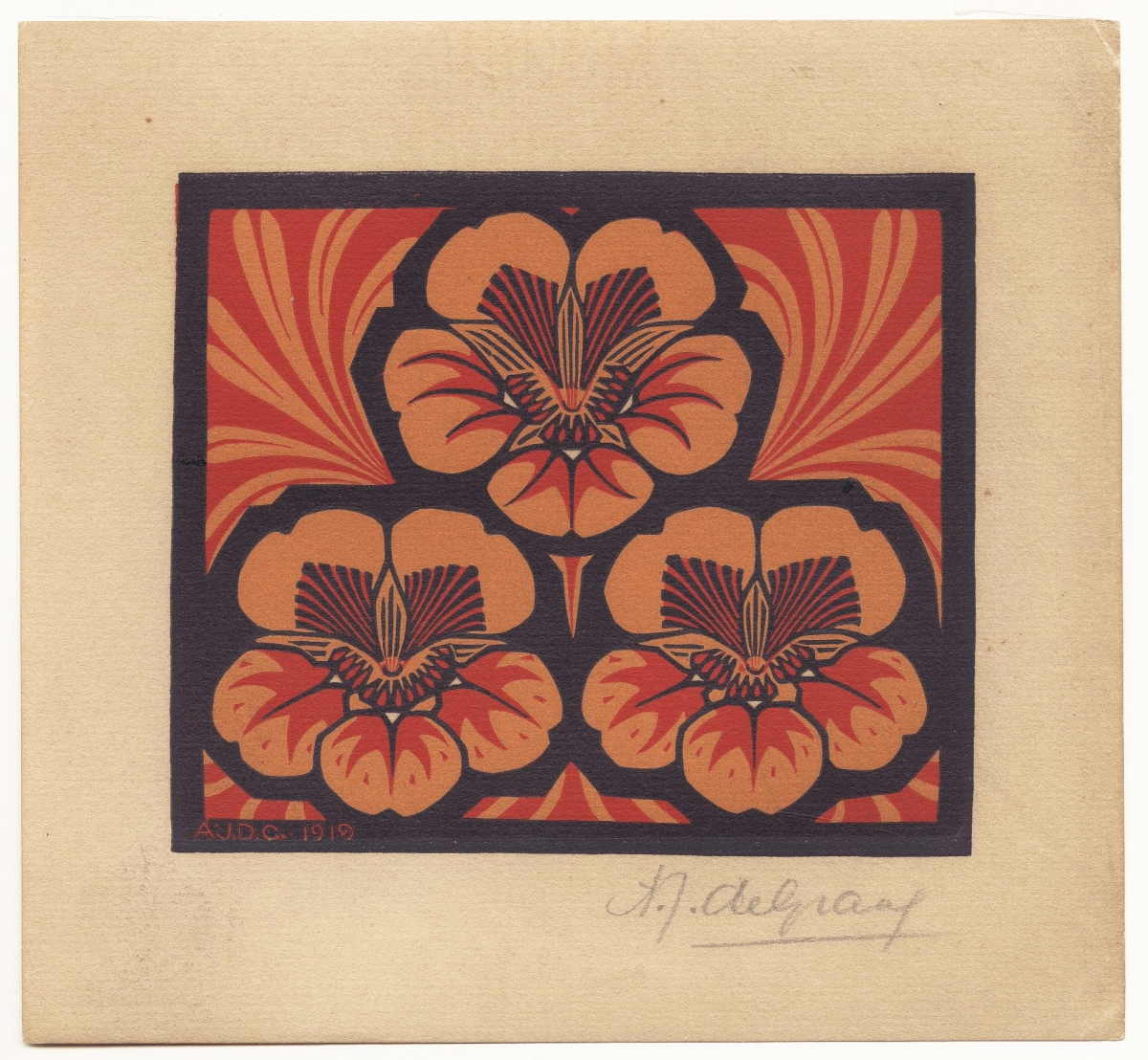
Capucine (gravure sur bois en couleur, 1919)
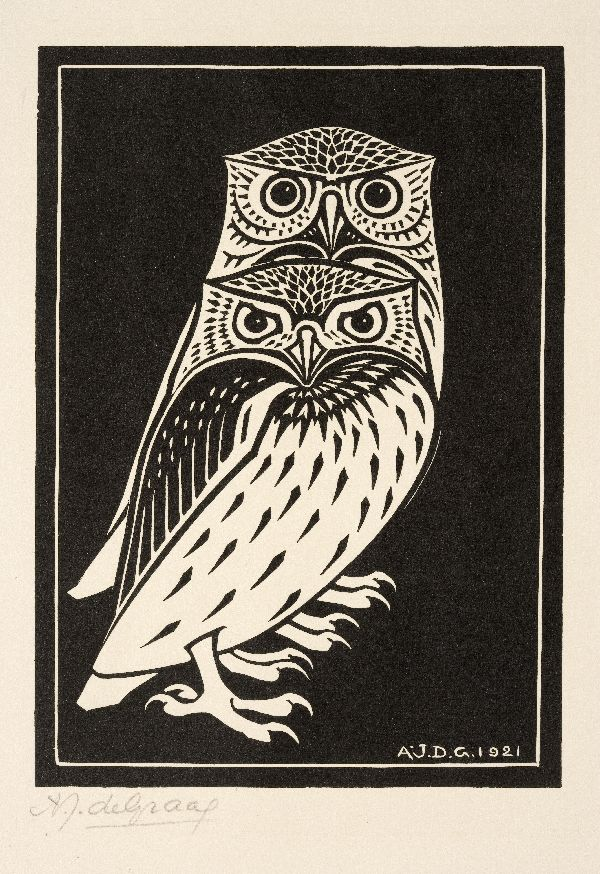
Deux hiboux (gravure sur bois, 1921)